# Société Chopin
La Société Chopin, créée à Paris en 1911 à l'initiative du musicologue et homme de lettres  Édouard Ganche, du compositeur Maurice Ravel et du romancier et critique d'art Camille Le Senne, organisa jusqu'à la Seconde Guerre mondiale de nombreuses manifestations en rapport avec la vie et l'œuvre de Frédéric Chopin, dont le fameux pèlerinage annuel sur la tombe du compositeur au cimetière du Père-Lachaise. Réactivée en 1979 par Élisabeth Parmentier, elle perpétue cette tradition avec notamment le festival Chopin, événement annuel qui se tient à l'orangerie du parc de Bagatelle,.
Une autre Société Chopin a été créée en 1997 à Genève.